# 切萨皮克及特拉华运河
切萨皮克与特拉华运河（英語：Chesapeake and Delaware Canal，简称：C&D 运河）是美国马里兰州与特拉华州的一条连接特拉華河与切萨皮克湾的运河，长14-英里（23-），宽450-英尺（140-），深40-英尺（12-），由美國陸軍工兵隊维护。